# Minette lorraine
Pour les articles homonymes, voir Minette.

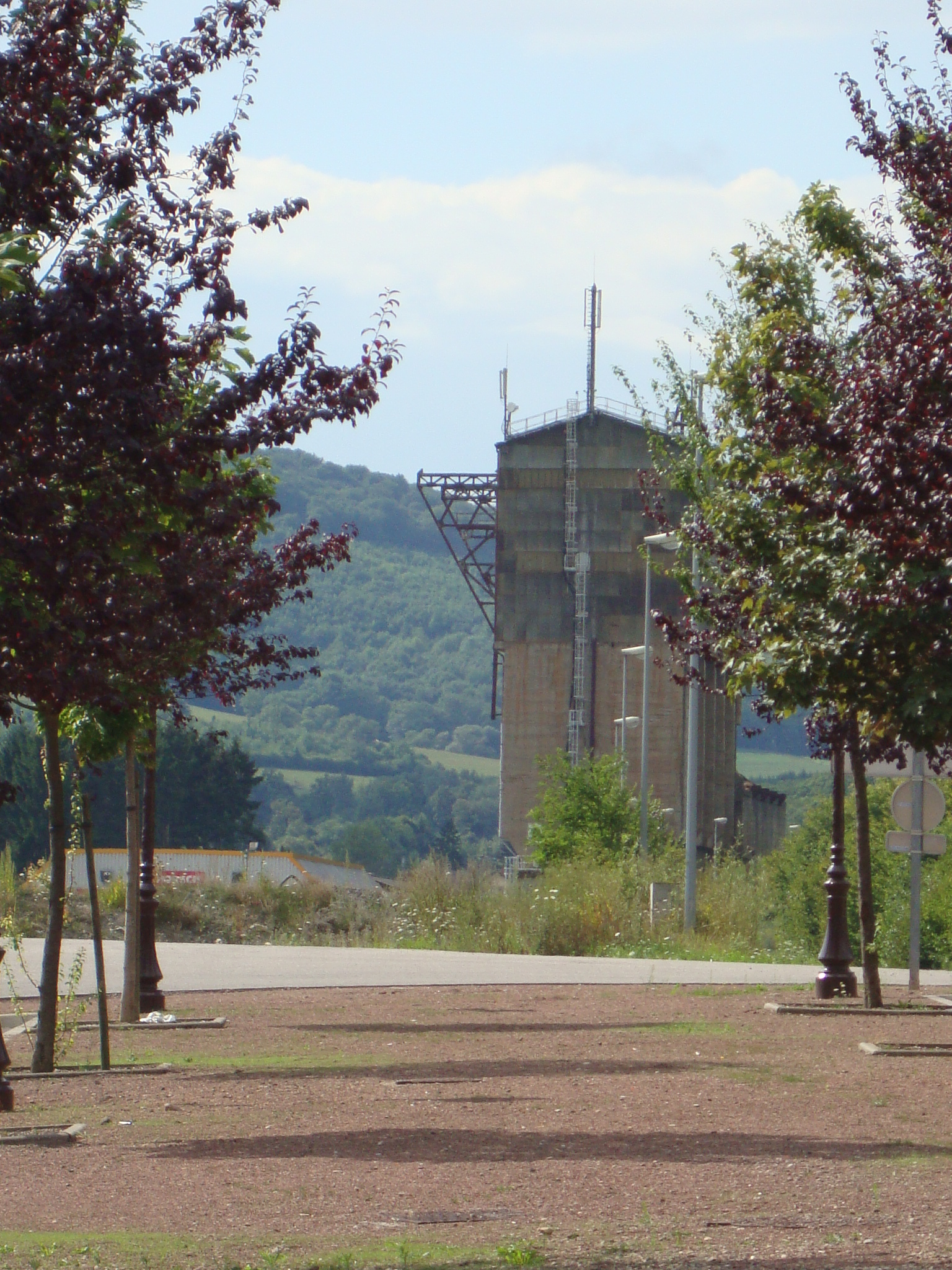
Mine Charles-Ferdinand

La minette est un minerai de fer lorrain formé d'oolithes et de limonite liées par un ciment, le plus souvent carbonaté et riche en phosphate de calcium (apatite) ; les débris et empreintes de fossiles marins sont fréquents. Sa trop faible teneur en fer et l'impérative nécessité de le déphosphorer ont conduit progressivement à son abandon face à la concurrence d'autres minerais de fer actuellement plus compétitifs et ont conduit au lent déclin de l'industrie sidérurgique en Lorraine.

## Gisement
Le gisement s'étend sur une quarantaine de kilomètres de large, le long d'une bande d'environ cent kilomètres allant du nord de Longwy au sud de Nancy, le long de la cuesta bajocienne (les côtes de Moselle), couvrant notamment le Pays Haut lorrain. La couche, de plusieurs dizaines de mètres d'épaisseur s'étend en affleurements continus.
Il s'est formé surtout au Toarcien et un peu à l'Aalénien,, à la transition entre Jurassique inférieur et Jurassique moyen, il y a environ 180 Ma, en bordure continentale.
La gangue est un ciment calcaire, riche en phosphore, provenant des organismes marins fossilisés au moment du dépôt. Mais la présence de gisements localisés de minerai à gangue silice (donc acide) simultanément avec le minerai à gangue calcaire (basique) est un des avantages du gisement lorrain. En effet :
« la plupart des principaux gisements du monde ont des gangues essentiellement siliceuses et il faut ajouter du calcaire (pour les minerais des Grands Lacs aux États-Unis, on a 50 % de fer, 10 %  de silice et il faut ajouter 25 % de castine). En Lorraine, on se contente de mélanger 4 tonnes de minerai à gangue calcaire avec une 1 tonne de minerai à gangue siliceuse ; on obtient ainsi une « basicité  » moyenne du minerai de 1,33, ce qui est très satisfaisant. [En 1962,] on extrait donc 80 % de minerai calcaire surtout en Moselle, à Briey et à Audun-le-Roman, et 20 % de siliceux à Longwy et Nancy. Mais les réserves, évaluées à 6 milliards de tonnes se partagent à peu près également entre les deux types […]. On dispose en outre d'environ 1 milliard de tonnes de minerai pauvre de teneur 22 à 24 % […]. »
— J. Beaujeu-Garnier, La sidérurgie française
Avant d'extraire la minette, la sidérurgie archaïque se focalisait sur l'extraction du minerai de surface, le fer-fort du Pays Haut lorrain. Ce minerai, d'une nature différente de la minette, se rencontre en larges gîtes accessibles en surface du plateau calcaire. Il remplit de grandes poches en forme d'entonnoir, prolongées par un réseau de cavités karstiques, qu'il a vraisemblablement comblées au cours de l'ère tertiaire. Il se présente en grains et rognons, parfois en blocs de plusieurs kilos, emballés dans une gangue d'argile. Il présente donc une composition essentiellement silico-alumineuse, avec moins de 1% de chaux. C'est un minerai nettement plus riche en fer, en moyenne entre 50 et 60 %, et il ne contient pas de phosphore. Pour ces raisons, le minerai de fer-fort a toujours été considéré comme plus attractif pour la sidérurgie ancienne.
Enfin, d'autres minerais, dits en dragées, associés à des sables d'alluvions et déposés au pied de la grande falaise qui termine le plateau jurassique des arrondissements de Briey et de Thionville, très siliceux et les plus pauvres. Ils contiennent également un peu d'arsenic et de soufre, et n'ont été exploités qu'à Florange et à Russange.

## Exploitation

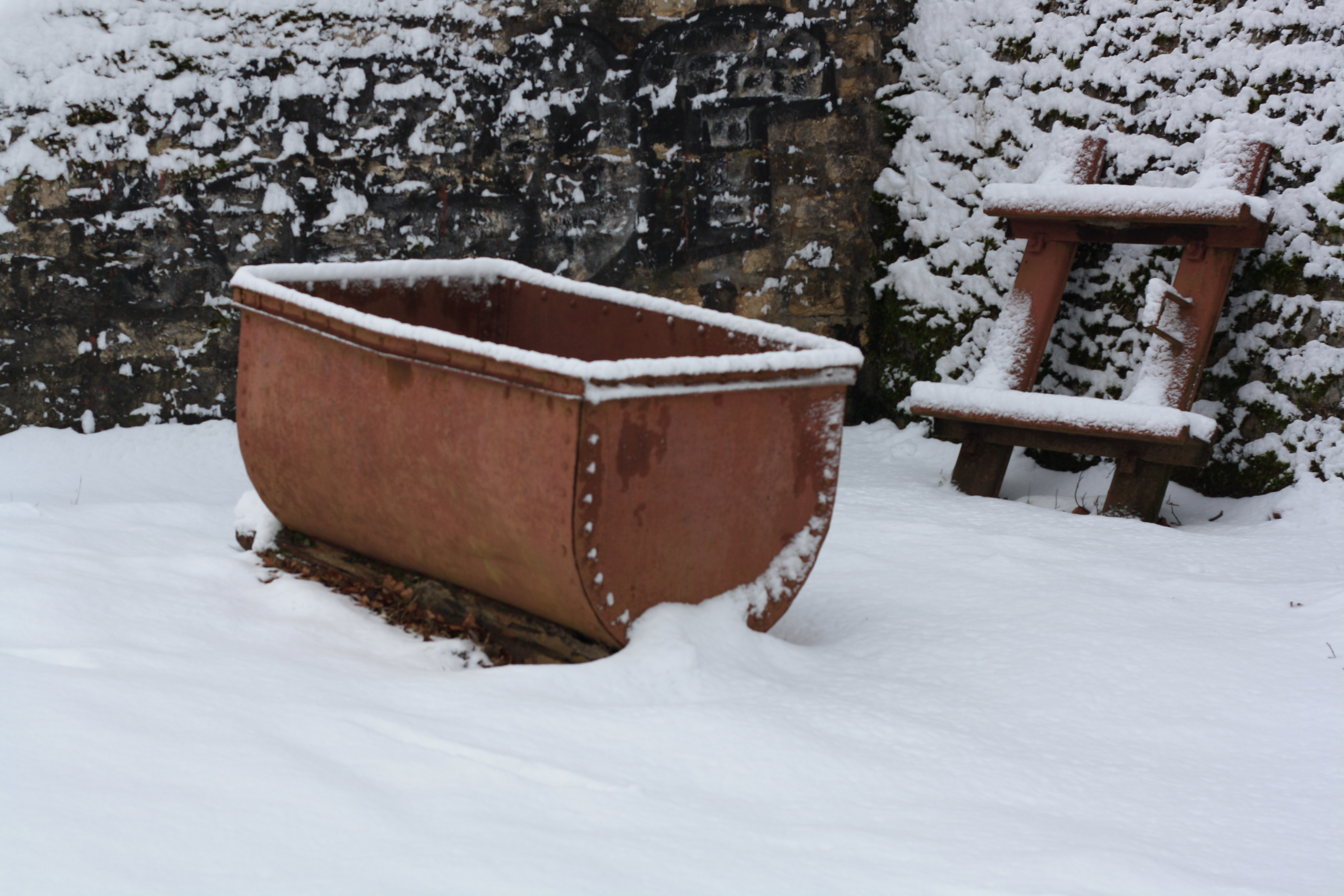
Wagonnet, mine du val de fer à Neuves-Maisons

Avant le XIXe siècle, la métallurgie lorraine exploitait principalement des gisements alluvionnaires à fer fort (hématite) comme celui qu'on trouvait à Saint-Pancré. Mais on a découvert en 1984, près de Nancy, un important site d'exploitation de la minette remontant aux VIIIe – Xe siècles.
Ce minerai est couramment appelé minette, diminutif péjoratif du mot mine, à cause de sa teneur faible en fer (de 28 à 34 %) et de la haute teneur en phosphore (0,5 à 1 %), sous forme de phosphate de calcium (apatite). C'est à cause de la présence du phosphore que la minette lorraine n'a pu être exploitée massivement qu'au milieu du XIXe siècle, après la mise au point du procédé Thomas, permettant une déphosphoration efficace.
Le gisement lorrain fut alors classé parmi les plus vastes du monde et ses réserves furent estimées à six milliards de tonnes de minerai, susceptibles de contenir 1,95 milliard de tonnes de fer. En 1913, la production du bassin ferrifère lorrain dépasse les 41 millions de tonnes, dont 21 pour la Moselle et 20 pour la Meurthe-et-Moselle. Représentant 20 à 25 % de l'extraction mondiale, la Lorraine était alors la deuxième région productrice au monde, derrière les États-Unis.
Après une durée d'exploitation d’environ un siècle et demi, la masse de minerai arrachée au sous-sol lorrain serait de trois milliards de tonnes. Cependant, la trop faible teneur en fer de ce minerai, sa teneur en phosphore et en arsenic encouragea les sidérurgistes à le remplacer peu à peu par des minerais d’outre-mer plus riches (teneurs moyennes de l'ordre de 60 %). En effet, une faible teneur en fer impose une plus grande consommation de combustible pour fondre la gangue stérile. La différence est sensible : en 1922, chaque unité de fer en moins dans le minerai amenait une dépense supplémentaire de coke de 30 à 40 kg. La minette de Moselle, inférieure en teneur de 4 à 6 unités aux minerais de Meurthe-et-Moselle, conduisait à consommer 1 500 kg de coke à la tonne de fonte, alors qu'en 1913, en Meurthe-et-Moselle, on considérait comme normale une dépense de 1 000 kg.
Peu compétitive face aux minerais importés, les mines de fer de Lorraine ont peu à peu cessé d’être exploitées. La dernière à avoir fermé, en 1997, est celle des Terres Rouges à Audun-le-Tiche (Moselle).

## Enjeu franco-allemand
Ce n'est qu'en 1880-1890 que les géologues comprennent que les meilleurs gisements de minette se situent en Lorraine non annexée. « Les géologues consultés par Bismark se sont trompés […], le bassin de Briey qui continue celui de Longwy, est l'une des plus riches parties de la France ». Pendant la Première Guerre mondiale, la maîtrise de la minette devient un enjeu essentiel pour l'industrie du Reich, mais aussi pour l'agriculture qui tient à utiliser les scories Thomas issues de son utilisation. Le 31 janvier 1915, le métallurgiste allemand M. E. Schrodter résumé ainsi la situation au Verein Deutsher Eisenhüttenleute :
« Vous savez que les Français n'ont découvert que vers 1890 les richesses minérales cachées en Lorraine française. Ce n'est que de cette époque que date le développement merveilleux de la sidérurgie française dans cette région minière ; si merveilleux qu'en 1913 la production de fonte du département de Meurthe-et-Moselle était de 3 546 000 t sur les 5 123 000 t produites dans toute la France. […]

Si la production de minette était troublée, la guerre serait quasiment perdue. Or comment se présente la production de minette dans cette guerre, et comment se présenterait-elle dans une guerre future ? […] La sécurité de l'Empire d'Allemagne dans une guerre future nécessite donc impérieusement la possession de toutes les mines de minette, y compris les forteresses de Longwy et Verdun sans lesquelles cette région ne saurait être défendue. »
— M. E. Schrodter, La Sidérurgie mondiale pendant la guerre vue par les Allemands

## Patrimoine
- Fond-de-Gras
- Mine du Val de Fer
- Mine Charles-Ferdinand
- Féru des Sciences
- Écomusée des mines de fer de Lorraine